# 二本松 (相模原市)
二本松（にほんまつ）は、神奈川県相模原市緑区の町名。現行行政地名は二本松一丁目から二本松四丁目。住居表示実施済区域。

## 地理
緑区の東部に位置し、東に西橋本、南東に橋本台、南に下九沢、南西に川尻、西に原宿南と原宿、北に相原と接している。

### 地価
住宅地の地価は、2023年（令和5年）1月1日の公示地価によれば、二本松2-13-12の地点で15万8000円/m2、二本松3-35-1の地点で16万2000円/m2、二本松4-18-7の地点で17万2000円/m2となっている。

## 世帯数と人口
2020年（令和2年）10月1日現在（国勢調査）の世帯数と人口（総務省調べ）は以下の通りである。
| 丁目         | 世帯数    | 人口     |
| ------------ | --------- | -------- |
| 二本松一丁目 | 1,005世帯 | 2,271人  |
| 二本松二丁目 | 1,226世帯 | 2,781人  |
| 二本松三丁目 | 1,383世帯 | 3,180人  |
| 二本松四丁目 | 1,149世帯 | 2,521人  |
| 計           | 4,763世帯 | 10,753人 |

### 人口の変遷
国勢調査による人口の推移。
| 年                 | 人口   |
| ------------------ | ------ |
| 1995年（平成7年）  | 10,415 |
| 2000年（平成12年） | 10,991 |
| 2005年（平成17年） | 11,090 |
| 2010年（平成22年） | 11,186 |
| 2015年（平成27年） | 10,780 |
| 2020年（令和2年）  | 10,753 |

### 世帯数の変遷
国勢調査による世帯数の推移。
| 年                 | 世帯数 |
| ------------------ | ------ |
| 1995年（平成7年）  | 3,570  |
| 2000年（平成12年） | 3,973  |
| 2005年（平成17年） | 4,255  |
| 2010年（平成22年） | 4,526  |
| 2015年（平成27年） | 4,391  |
| 2020年（令和2年）  | 4,763  |

## 学区
市立小・中学校に通う場合、学区は以下の通りとなる（2023年5月時点）。
| 丁目         | 番・番地等                                                              | 小学校                 | 中学校               |
| ------------ | ----------------------------------------------------------------------- | ---------------------- | -------------------- |
| 二本松一丁目 | 全域                                                                    | 相模原市立二本松小学校 | 相模原市立内出中学校 |
| 二本松二丁目 | 全域                                                                    | 相模原市立二本松小学校 | 相模原市立内出中学校 |
| 二本松三丁目 | 1番15～35号、3～19番 20番10～19号、21～23番 24番6～10号、25～50番       | 相模原市立二本松小学校 | 相模原市立内出中学校 |
| 二本松三丁目 | 1番1～14号、1番36～50号 2番、20番1～ 9号 20番20号、24番1～ 5号 24番11号 | 相模原市立相原小学校   | 相模原市立相原中学校 |
| 二本松四丁目 | 全域                                                                    | 相模原市立相原小学校   | 相模原市立相原中学校 |

## 事業所
2021年（令和3年）現在の経済センサス調査による事業所数と従業員数は以下の通りである。
| 丁目         | 事業所数  | 従業員数 |
| ------------ | --------- | -------- |
| 二本松一丁目 | 50事業所  | 316人    |
| 二本松二丁目 | 42事業所  | 391人    |
| 二本松三丁目 | 75事業所  | 577人    |
| 二本松四丁目 | 70事業所  | 347人    |
| 計           | 237事業所 | 1,631人  |

### 事業者数の変遷
経済センサスによる事業所数の推移。
| 年                 | 事業者数 |
| ------------------ | -------- |
| 2016年（平成28年） | 268      |
| 2021年（令和3年）  | 237      |

### 従業員数の変遷
経済センサスによる従業員数の推移。
| 年                 | 従業員数 |
| ------------------ | -------- |
| 2016年（平成28年） | 1,810    |
| 2021年（令和3年）  | 1,631    |

## 交通
- 国道413号
- 神奈川県道510号長竹川尻線

## 施設
- 相模原市立二本松小学校
- きらぼし銀行 二本松支店[15]

## その他

### 日本郵便
- 郵便番号 : 252-0137[3]（集配局 : 橋本郵便局[16]）。